# Kanzelsberger

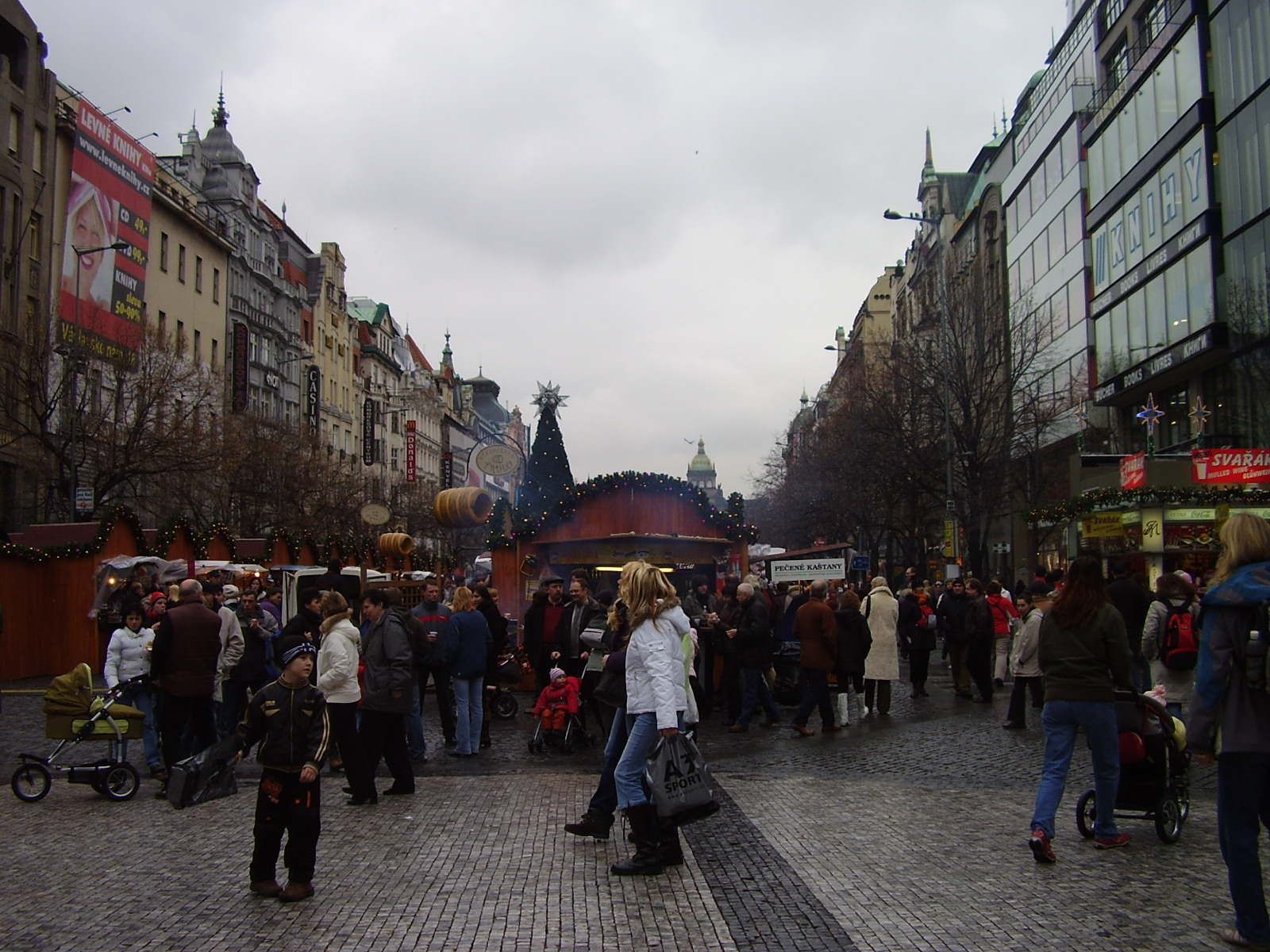
Prosklená budova bývalého knihkupectví na Václavském náměstí (zcela vpravo) v Praze (stav 2006)

Kanzelsberger a.s. [kanclsbergr] je akciová společnost provozující v Česku stejnojmennou síť knihkupectví, nabízející sortiment knih přes beletrii až po odbornou publikaci. Společnost má 60 kamenných prodejen (k srpnu 2023). Jedná se o největší řetězec knihkupectví v Česku.

## Historie a vlastnictví firmy
První firemní prodejnou bylo knihkupectví Orbis na Václavském náměstí v Praze; knihkupectví zde na rohu se Štěpánskou ulicí fungovalo již od roku 1922. Zde také dlouhá léta působil jako vedoucí Jan Kanzelsberger a v roce 1990 založil rodinný podnik.
V roce 1998 firma otevřela ve spodní části Václavského náměstí v bývalém Obchodním paláci Lindt Dům knihy Kanzelsberger, velký knižní dům západoevropského typu. V jeho literární kavárně se pořádaly kulturní a společenské akce, knižní křty, autogramiády či autorská čtení. Na jaře 2011 firma obchodní dům uzavřela s tím, že během pár měsíců obchod přesune do nových prostor nedalekého Ehlenova paláce na Jungmannově náměstí, z čehož nakonec sešlo.
Léta 2000 firma otevřela na pražském Smíchově dvoupatrové knihkupectví v objektu Zlatý Anděl; v prosinci 2013 firma knihkupectví Zlatý Anděl uzavřela.
Firma je akciovou společností ve 100% vlastnictví jejího zakladatele Jana Kanzelsbergera, který společnost řídí spolu se svými dvěma syny. Jan Kanzelsberger st. je také generálním ředitelem společnosti a předsedou představenstva.

## Obchodní a marketingová strategie
Firma provozuje čtyři typy obchodů: velké prodejny, střední a malé obchody a prodejny umístěné v obchodních centrech.[zdroj?] Roku 2005 firma zavedla vlastní věrnostní program Klub Kanzelsberger.
Jednotný vizuální styl firmy je dílem architekta Jana Růžičky a grafika Jana Koláře, kteří byli za jeho koncipování ocenění v roce 2005 cenou Dobrý design udělovanou tehdejším Design centrem České republiky. Roku 2008 firma vyhrála soutěž „O nejkrásnější knihkupecký interiér“, kterou uspořádali organizátoři 14. mezinárodního knižního veletrhu a literárního festivalu Svět knihy.

## Propagační a sponzoringové aktivity
Firma byla až do roku 2009 hlavním partnerem Kanzelsberger ceny čtenářů – nestatutární ceny udělované v rámci Magnesia Litera na základě hlasování čtenářů.
Společně s Českým rozhlasem propagovala luštění sudoku v éteru, společně s ČRo a Českými drahami zorganizovala PR akci, při níž se ve vlaku na trati Praha–Brno konal turnaj v sudoku. Společnost sponzoruje i online sudoku turnaj.